# Probota
Probota é uma comuna romena localizada no distrito de Iaşi, na região de Moldávia. A comuna possui uma área de 78.66 km² e sua população era de 3692 habitantes segundo o censo de 2007.